# 위치토 선더
| 위치토 선더   |                            |
| 콘퍼런스      | 서부 콘퍼런스              |
| 디비전        | 마운틴 디비전              |
| 설립연도      | 1992년 2014년(ECHL 가입)   |
| 해체연도      |                            |
| 역사          | 위치토 선더 (1992년~현재)  |
| 경기장        | 인트러스트 뱅크 아레나     |
| 연고지        | 캔자스주 위치토            |
| 상징색        | 파랑, 하양, 검정           |
| 구단주        | 혼 첸                      |
| 단장          | 조엘 로무로                |
| 감독          | 케빈 맥클레랜드            |
| NHL 제휴      | 에드먼턴 오일러스          |
| AHL 제휴      | 베이커즈필드 콘더스        |
| 정규시즌 우승 | CHL : 3 (1994, 1995, 2012) |
| 콘퍼런스 우승 | CHL : 2 (1998, 2012)       |
| 디비전 우승   | -                          |
| 켈리 컵       | -                          |
| 영구 결번     | 9, 11, 15, 35, 38          |

위치토 선더(Wichita Thunder)는 미국 캔자스주 위치토를 연고지로 하는 ECHL의 서부 콘퍼런스 마운틴 디비전 소속 아이스 하키팀이면, 1992년부터 2014년까지 CHL에 참가하였다가, 2014~2015시즌부터 ECHL로 옮겼다.

## 역대 홈경기장
| 경기장                 | 사용기간      | 수용인원 | 장소               | 비고 |
| ---------------------- | ------------- | -------- | ------------------ | ---- |
| 위치토 선더            |               |          |                    |      |
| 브리트 브라운 아레나   | 1992년~2009년 | 9,686명  | 캔자스주 밸리 센터 | 빈칸 |
| 인트러스트 뱅크 아레나 | 2009년~현재   | 13,450명 | 캔자스주 위치토    | 빈칸 |